# Huberia (Melastomataceae)
Huberia là chi thực vật có hoa trong họ Mua.